# 1161 w polityce
Wydarzenia polityczne w 1161 roku.

## Wydarzenia
Zjazd w Łęczycy polskich książąt, biskupów i dostojników świeckich.
- Traktat bizantyńsko-seldżucki w Konstantynopolu - sułtan Kilidż Arslan II zobowiązał się wspierać militarnie zbrojne wprawy Bizancjum i zwrócić zdobyte twierdze, w zamian za co uznany został synem (hios) cesarza Manuela I[2].

## Urodzili się
- Takakura, cesarz Japonii w latach 1168-1180[3].
- Baldwin IV Trędowaty, król jerozolimski[4].

## Zmarli
- 11 września Melisanda, królowa Jerozolimy[5][6].